# Mare de Déu del Remei d'Oroners
Mare de Déu del Remei d'Oroners és un temple troglodític del despoblat d'Oroners al municipi de Camarasa (Noguera) inclòs en l'Inventari del Patrimoni Arquitectònic de Catalunya.
Està adossat pel costat nord a l'escarpat rocós de la Penya de la Mare de Déu, que li fa de mur, a llevant de la Serra de Montclús i a la dreta del Noguera Pallaresa. S'alça al costat del castell d'Oroners, en un repeu de la cinglera que domina l'abandonat poble d'Oroners, quasi totalment negat per les aigües de l'embassament de Camarasa.

## Història
Havia estat la capella castellera de la fortalesa d'Oroners. Depengué de Sant Pere d'Àger, com l'església parroquial de Sant Salvador d'Oroners. Entre les esglésies subjectes a Àger que es consignen en la butlla del papa Alexandre III el 1179, hi figuren les «ecclesias de Oroners», segurament una referència a les dues esglésies del lloc.

## Arquitectura
És un edifici d'una sola nau, adossat a la roca per la seva part nord. La coberta és de volta de canó de perfil semicircular, reforçada per dos arcs torals i suportada pel costat nord per tres arcs formers adossats a la roca. Aquests arcs arrenquen dels pilars que també sostenen els arcs torals. La nau és capçada a llevant per un absis semicircular precedit d'un arc presbiteral. A la cara sud hi ha la porta resolta en arc de mig punt adovellada. En aquesta façana hi ha també dues finestres de doble esqueixada, mentre que al centre de l'absis se n'obre una altra de la mateixa tipologia i també a la façana de ponent. Les façanes no tenen cap mena d'ornamentació, llevat de la façana absidal on es desenvolupa un fris d'arcs llombards sota el ràfec, en sèries de 2 i 4 arcuacions entre lesenes. L'aparell és format per carreus ben escairats, disposats en filades uniformes i regulars, amb els timpans de les arcuacions conformats per una única peça ben tallada. Les condicions tipològiques, constructives i ornamentals fan que l'església sigui considerada una obra característica de les formes de l'arquitectura llombarda de l'arquitectura del segle xi català.
A l'església, com al castell, es conserven grafits. En aquest cas representen orants i un Pantocràtor, també comtes i la data MCCLXV.